# 국립충주기상과학관
국립충주기상과학관(國立忠州氣象科學館)은 2020년 7월 1일에 개관한 대한민국의 기상과학관 중에 하나이다. 충청북도 충주시 번영대로 270-10에 위치하고 있으며 오는 방법은 버스를 이용할 시에 777버스를 탄 후 충주원예농협에 하차해 도보로 약 10분이 소요되거나 888버스를 탄 후 연수힐스테이트에서 내려 역시 도보로 약 10분이 소요된다. 자가용 이용시에는 충주 나들목에서 약 20분, 서충주 나들목에선 약 35분, 동충주 나들목에선 약 15분, 북충주 나들목에선 약 25분이 소요된다. 총 면적은 약 2872m²이며 총 지상 2층으로 이루어져 있으며 전시관 내에는 총 기상현상 5개로 이루어진 전시공간이 있고 약 1,000권의 책들이 있는 북카페도 들어서 있다.

## 운영시간과 요금
국립충주기상과학관의 운영 시간은 다음과 같다.
- 오전 10시 ~ 오후 6시 (입장은 오후 5시부터 마감)

국립충주기상과학관의 요금은 다음과 같다.
- 성인의 경우 개인은 2000원, 20인 이상의 단체일 경우 1000원 (만 19세 ~ 만 64세)
- 청소년 및 어린이의 경우 개인은 1000원, 20인 이상의 단체일 경우 500원 (만 7세 ~ 만 18세)
- 만 6세 이하의 유아와 만 65세 이상의 노인은 입장료 면제
- 학생인솔교사나 사전답사를 위한 답사자, 장애인(1 ~ 3급)이나 동반보호자(1인에 한함), 국가유공자의 가족 또는 유족, 기초생활수급자 또는 과학기술유공자들은 입장료 면제

## 휴관
국립충주기상과학관의 휴관일은 다음과 같다.
- 매주 월요일
- 1월 1일
- 설날, 추석 연휴
- 기타 휴관은 미리 안내하여 준다.
- 코로나19로 인하여 개관한 주인 7월 1일 ~ 7월 5일까지는 하루에 3회 선착순 입장이고 이후부터는 사전예약제로 운영한다.

## 전시관

### 1층
- 비와 눈 - 가랑비와 소나기, 눈꽃 만들기
- 구름 - 안개와 구름, 구름의 이름들, 천둥과 번개 등
- 4D 영상관
- 특별체험관 - 기상청 24시

### 2층
- 바람 - 고기압과 저기압, 바람의 힘
- 태풍 - 생성과 소멸, 회전방향
- 태양과 대기 - 태양의 역할, 계절의 변화
- 특별체험관 - 날씨야 놀자 (유아전용관)

## 같이 보기
- 국립밀양기상과학관
- 국립대구기상과학관
- 국립전북기상과학관